# Al-Ahzab
Al-Ahzab (arabisch الأحزاب al-Aḥzāb ‚Die Parteien‘; ‚Die Gruppen‘) ist die 33. Sure des Korans, sie enthält 73 Verse. Sie wurde in Medina verkündet, die muslimischen Autoren datieren sie um das Frühjahr 627. Der Titel ist dem Vers 20 entnommen.
Inhaltlich zerfällt die Sure in drei Teile. Der Mittelteil, mit den Versen 28 bis 59, enthält hauptsächlich Anweisungen bezüglich der Frauen Mohammeds. Im Anfangs- und Schlussteil werden die Heuchler und die Juden vom Stamme der Banu Quraiza verurteilt. In Vers 4 wird die Aussage „Er hat eure Adoptivsöhne nicht (wirklich) zu euren Söhnen gemacht“ von muslimischen Kommentatoren auf Zaid ibn Hāritha, den Adoptivsohn Mohammeds bezogen. Die Verse 9 bis 25 enthalten eine ausführliche Beschreibung der Grabenschlacht, bei welcher der Angriff der Gegner Mohammeds auf Medina abgewehrt werden konnte.
Nach einigen Berichten, die alle auf Ubaiy ibn Kaʿb, einen Sekretär Mohammeds zurückgehen, sei diese Sure in einem ersten Redaktionszustand so umfangreich wie die Sure 2 oder noch länger gewesen und habe ursprünglich auch den sogenannten Steinigungsvers enthalten. Dies wird in der muslimischen Religionswissenschaft bestritten. Theodor Nöldeke vertrat die Auffassung, dieser Vers könne „weder ein Teil von Sure 33 gewesen sein – des abweichenden Reims wegen – noch des Qorans überhaupt, da jene grausame kriminalrechtliche Bestimmung [...] erst nach dem Tod Mohammeds eingeführt sein kann“.